# اسماعیل فوئنتس
اسماعیل فوئنتس (اسپانیایی: Ismael Fuentes‎؛ زادهٔ ۴ اوت ۱۹۸۱) یک بازیکن فوتبال اهل شیلی است.

## تیم ملی
وی همچنین در تیم ملی فوتبال شیلی بازی کرده است.